# Bleichstreuner
Der Bleichstreuner (Liocranoeca striata) ist eine Spinne aus der Familie der Feldspinnen (Licronidae). Die wenig erforschte Art ist paläarktisch verbreitet.

## Merkmale
Der Bleichstreuner erreicht eine Körperlänge von 4 bis 5,5 Millimeter als Weibchen und eine von 3,2 bis 4,3 Millimeter als Männchen. Damit handelt es sich um eine kleinere Spinnenart, deren Körperbau mit dem anderer Arten der gleichnamigen Gattung der Bleichstreuner (Liocranoeca) identisch ist. Ein auffälliges Merkmal des Bleichstreuners ist seine helle Farbgebung. Das Weibchen und Jungtiere sind hell gelbbraun gefärbt und besitzen kaum ausgeprägte Zeichenelemente. Das Männchen der Art ist geringfügig dunkler.
Das Prosoma ist von hellgelblich über braun bis gelbbraun gefärbt. Seine Flanken sind verglichen mit der Mitte des Carapax (Rückenschild des Prosomas) und dessen Rändern schwach abgedunkelt. Der Carapax verfügt außerdem über einen breiten, grau strahlende Streifen. Die Cheliceren (Kieferklauen) erscheinen gelblich. Promarginal (innen vorderseitig) tragen sie je einen kleinen und retromarginal (innen rückseitig) zwei kleinen Zähne. Das Sternum (Brustschild des Prosomas) ist hellgelblich gefärbt.
Die blass- bis gelben Beine erscheinen etwas glasig. Sie tragen schwach ausgeprägte und graue Flecken. Das erste und das zweite Beinpaar sind verglichen mit den beiden hinteren etwas dunkler. Die Pedipalpen (umgewandelte Extremitäten im Kopfbereich) haben eine hellgelbliche Färbung.
Das Opisthosoma (Hinterleib) besitzt die gleiche Grundfarbe wie das Prosoma. Seine Zeichenelemente bestehen aus einem gelblichen Herzmal, das in einen Mittelstrich übergeht und aus Reihen aus hellen Flecken je auf beiden Seiten des Herzmals, deren Anzahl zwei beträgt.
Wie viele Spinnen weist der Bleichstreuner einen ausgeprägten Sexualdimorphismus (Unterschied der Geschlechter) auf, der sich neben dem Körperbau und der Größe auch in der Färbung bemerkbar macht. Beim Männchen ist das Prosoma 1,93 Millimeter lang 1,33 Millimeter breit. Hier ist das Opisthosoma dorsal (oben) eher dunkelgrau oder rußig gefärbt, während es ventral (unten) dunkelgrau erscheint. Ein einzelner Bulbus (männliches Geschlechtsorgan) besitzt ein gelblich bis gelblich braunes Cymbium (vorderstes Sklerit, bzw. Hartteil des Bulbus). Die retrolaterale (seitlich rückliegende) Tibiaapophyse (chitinisierter Fortsatz) ist etwa halb so lang wie die jeweilige Tibia (Schiene) des Pedipalpus selber, während dessen Spitze schräg abgeschnitten erscheint. Die teguläre (rückseitige) Apophyse besteht aus einem niedrigen und bogenförmigen Haken. Der gebogene Embolus (letztes Sklerit des Bulbus) verjüngt sich.
Beim Weibchen besitzt das Prosoma eine Länge von 1,6 bis 1,9 und eine Breite von 1,21 bis 1,43 Millimetern. Die Dorsalseite des Opisthosomas ist hier heller und gräulicher gefärbt. Median (in der Mitte) verläuft hier ein schmales, gelblichbraunes Band und die kleinen und lateralen (seitlichen) Flecken haben hier eine gelblichbraune Farbe. Die Epigyne (weibliches Geschlechtsorgan) hat anterior (vorhergehend) ein flaches, taschenartiges Gebilde und ist durch das Integument (äußere Körperhülle) deutlich sichtbar. Die Spermatheken (Samentaschen) sind scharf gebogen.

## Vorkommen
Der Bleichstreuner ist von Europa über die Türkei und Russland bis nach Südsibirien vertreten. In Europa selber ist er in Spanien, dem Festland Frankreichs und Italiens, den Britischen Inseln mit Ausnahme Nordirlands, der Benelux, Deutschland, Dänemark, Schweden, Finnland, dem Baltikum, Polen, Tschechien, Österreich, der Schweiz, der Slowakei, Ungarn, Serbien, Nordmazedonien, dem Festland Griechenlands, Bulgarien, Rumänien und der Ukraine sowie dem zentralen und dem südlichen in Europa gelegenen Teil Russlands nachgewiesen.

### Habitate

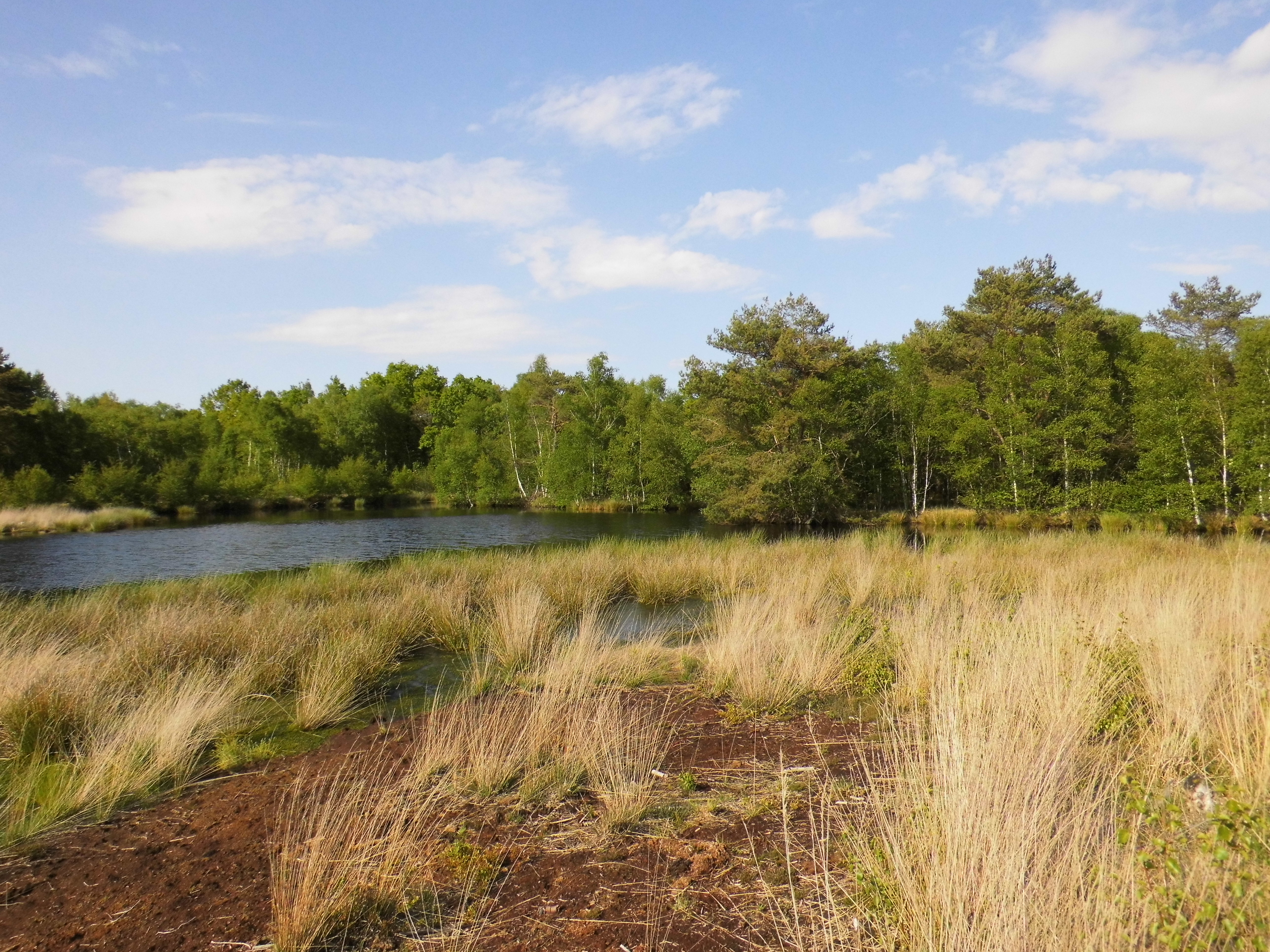
Der Bleichstreuner bewohnt besonders feuchtere Lebensräume, wie hier das Fintlandsmoor (Landkreis Ammerland in Niedersachsen).

Der Bleichstreuner ist bodenbewohnend und hygrophil (feuchtliebend). Zu seinen Habitaten (Lebensräumen) zählen Moore einschließlich Niedermoore und Sümpfe genauso wie feuchtere Heiden und Laubwälder. In Küstenregionen ist die Art auch in feuchtem Grasland und Deichrändern sowie auf Dünen und Geröll vorkommend. Weitere überlieferte Lebensräume des Bleichstreuners sind steinige Ufer mit Schilfrohren (Phragmites), Lichtungen mit Steinhügeln, Kalksteinhaltige Heiden und Areale mit Feldsteinen sowie Auwälder, Gewässerufer und zusätzlich montane Geröllhalden.

### Bedrohung
Die Bestandsbedrohung des Bleichstreuners wird je nach Land unterschiedlich bewertet. In der Roten Liste gefährdeter Arten Tiere, Pflanzen und Pilze Deutschlands bzw. der Roten Liste und Gesamtartenliste der Spinnen Deutschlands (2016) wird die Art als „ungefährdet“ gewertet. In Deutschland gilt der Bleichstreuner allgemein als mäßig häufig, und seine Bestände bleiben langfristig konstant. Im Vergleich zur vorherigen Roten Liste (2008), wo die Art noch in der Kategorie 3 („gefährdet“) eingestuft wurde, lässt sich also eine Verbesserung der Bestandsbewertung des Bleichstreuners in Deutschland feststellen. In der Roten Liste Kärntens (1999) wird die Art in der Vorwarnliste („v“) geführt.
Die Rote Liste Tschechiens führt die dortigen Bestände des Bleichstreuners nach IUCN-Maßstab in der Kategorie LC („Least Concern“, bzw. nicht gefährdet) auf, während die Art in der Roten Liste der Slowakei in der Kategorie R („Rare species“, bzw. seltene Art mit gebietsmäßig höherem Vorkommen) gelistet wird. Die Rote Liste Schwedens erfasst den Bleichstreuner in der Kategorie NT („Near Threatened“, bzw. potenziell gefährdet).

## Lebensweise
Der Bleichstreuner ist wie alle Feldspinnen (Liocranidae) nachtaktiv und versteckt sich tagsüber unter Steinen. Auch lebt er wie andere Spinnen der Familie als Vagabund und legt somit keine Unterschlüpfe an. Die wie alle Spinnen räuberisch lebende Art jagt freilaufend am Boden und demnach ohne Spinnennetz andere Gliederfüßer.
Der Lebenszyklus des Bleichstreuners ist weitestgehend unerforscht. Die Phänologie (Aktivitätszeit) ausgewachsener Individuen beider Geschlechter beläuft sich auf den Zeitraum zwischen Januar und August.

## Systematik
Die Systematik befasst sich im Bereich der Biologie sowohl mit der taxonomischen (systematischen) Einteilung als auch mit der Biologie und mit der Nomenklatur (Disziplin der wissenschaftlichen Benennung) von Lebewesen einschließlich des Bleichstreuners.
Die Art wurde bei ihrer Erstbeschreibung 1882 vom Autor Władysław Kulczyński unter der Bezeichnung Agroeca striata in die Gattung der Feenlämpchenspinnen eingeordnet. Unter Eugène Simon erfuhr der Bleichstreuner 1932 eine Umstellung in die Gattung Agraecina unter der noch heute oftmals als Synonym verwendeten Bezeichnung Agraecina striata. Jörg Wunderlich gliederte die Art 1999 in die Gattung der Bleichstreuner (Liocranoeca), deren Typusart sie heute ist. Ferner verfügt der Bleichstreuner über folgende Unterart:
- Agroeca striata gracilior Lessert, 1910

Der Artname striata ist eine Abwandlung des lateinischen Verbs striatus, welches übersetzt „gestreift“ bedeutet. Er deutet somit auf die Streifungen der Bleichstreuners hin.